# کیم میونگ-گوم
کیم میونگ-گوم (انگلیسی: Kim Myong-gum؛ زادهٔ ۴ نوامبر ۱۹۹۰) بازیکن فوتبال زن اهل کره شمالی است.
وی همچنین در تیم ملی فوتبال زنان کره شمالی بازی کرده است.